# Sweet Harmony
Sweet Harmony (рус. Сладостная гармония) — сингл британской группы The Beloved. Песня стала её крупнейшим хитом, заняв значительные места в хит-парадах и чартах различных стран: № 3 в Ö3 Austria Top 40 (Австрия), № 6 в Schweizer Hitparade (Швейцария) и GfK Entertainment Charts (Германия), № 8 в UK Singles Chart (Великобритания) и др..

## Выпуск
Выпуск сингла состоялся 18 января 1993 года.
Авторами песни выступили солист Beloved Джон Марш и его жена Хелен. Запись осуществила лондонская студия Sarm West Studios. Песня использовалась для продвижения второго сезона американской мыльной оперы «Мелроуз Плейс» в нескольких европейских странах, а также использовался в рекламе британской сети товаров для дома Homebase.

## Отзывы
Музыкальный критик Ларри Флик отмечал в журнале Billboard: «Британскому синти-поп дуэту не составит труда перенести недавний успех международного чарта этой красочной танцевальной песенки на топ-40 в США. Лёгкие нотки техно, вдохновляющее лирическое послание и тёплые, успокаивающие, тона певца Джона Марша дополняют восхитительное лакомство».
В свою очередь обозреватель The Gavin Report Дэйв Шолин писал: «Внося свой вклад в прекращение разногласий по всему миру, The Beloved привносят какие-то положительные проповеди, опираясь на броский данс-поп, который является их визитной карточкой. Ничего подобного жизнеутверждающему посланию, которое вселяет надежду и способствует единству».

## Музыкальный видеоклип
На Sweet Harmony был снят музыкальный видеоклип, где обнажённый Джон Марш сидит в окружении таких же женщин, одной из которых является Тэсс Дэйли, и поёт слова песни. Для создания обстановки высокой контрастности применялись эффекты облаков, тумана и затемнения, а участники использовали собственные руки, ноги и волосы, чтобы прикрыть ими свою наготу. В связи с этим в 1993 году в интервью телешоу Pop Years, в частности посвящённом тому как снимался видеоклип, Марш отметил, что видео «не задумывалось сексуальным», а, напротив, «настолько асексуальным, насколько это возможно».
В 1998 году рэпер Джон Форте позаимствовал сюжет видеоклипа для экранизации своей песни Ninety Nine (Flash The Message) из альбома Poly Sci, где были представлены те же сцены с обнажёнными женщинами, за исключением того, что они держали в руках бензопилы.

## Места в хит-парадах
| Хит-парад (1993)                            | Место в списке |
| ------------------------------------------- | -------------- |
| Aвстралия (ARIA Charts)                     | 147            |
| Австрия (Ö3 Austria Top 40)                 | 3              |
| Бельгия (Ultratop Flanders)                 | 40             |
| Дания (IFPI Danmark)                        | 13             |
| Европа (Eurochart Hot 100)                  | 20             |
| Франция (SNEP)                              | 16             |
| Германия (GfK Entertainment Charts)         | 6              |
| Греция (Pop + Rock)                         | 7              |
| Исландия (Íslenski Listinn Topp 40)         | 24             |
| Ирландия (IRMA)                             | 16             |
| Италия (FIMI)                               | 9              |
| Нидерланды (Dutch Top 40)                   | 22             |
| Нидерланды (Single Top 100)                 | 21             |
| Швеция (Sverigetopplistan)                  | 14             |
| Швейцария (Schweizer Hitparade)             | 6              |
| UK Singles Chart                            | 8              |
| US Billboard Hot Dance Club Play            | 23             |
| US Billboard Modern Rock Tracks             | 23             |
| US Billboard Bubbling Under Hot 100 Singles | 14             |

| Год окончания хит-парада (1993) | Место в списке |
| ------------------------------- | -------------- |
| Швейцария (Schweizer Hitparade) | 36             |

## Кавер-версии
В 2000 году на испанском языке песню совместно исполнили группы Fangoria и Los Sencillos, как Dulce armonia. Позднее она вошла в состав альбома Interferencias.
В 2002 году свой вариант предложил британский музыкальный продюсер Винсент Стормфилд представивший её как Sweet Harmony '02.
В 2004 году Евгений Гришковец и группа «Бигуди» записали композицию «Лет’с кам тугезе» с использованием семпла из песни Sweet Harmony.
В 2007 году кавер вошёл в дебютный платиновый альбом Feel польской поп-рок группы Feel, а украинская рок-группа ТОКИО выпустила песню на русском языке под названием «Мы будем вместе».
В 2014 году израильская певица Мей Файнгольд подготовила танцевальную версию песни.
В 2017 году британская рок-группа She Drew The Gun выпустила как кавер-версию, так и записала видеоклип.

## В кино и на телевидении
В 1993 году песня прозвучала в фильме «Немного больше любви» итальянского режиссёра Кардо Вандзина. В том же году песня исполнялась в 49 серии «Политическая корректность» 3 сезона мультипликационного сериала «Бивис и Баттхед», где оба главных персонажа наслаждаются музыкальным видеоклипом с «голыми тёлками», а Баттхед попутно заявляет, что это «самое крутое видео, которое я когда-либо видел».
В 2002 году песня звучит в 7 сезоне телевизионного сериала «Дэлзил и Пэскоу».
В 2006 году песня прозвучала в научно-фантастической комедии «Вскрытие пришельца», где главные роли исполнил дуэт Ant&Dec.
В 2017 году песня была исполнена в 23 серии «Следуй за деньгами» 3 сезона телевизионного сериала «Нарко».